# Боярщина (Псковская область)
Боярщина — деревня в Тямшанской волости Псковского района Псковской области России.
Расположена в 10 км к юго-западу от центра города Пскова и в 4 км к северо-востоку от деревни Тямша.

## Население
| 2001 | 2002 | 2010 |
| ---- | ---- | ---- |
| 14   | ↗16  | ↘7   |